# Cinnamomum reticulifolium
Cinnamomum reticulifolium är en lagerväxtart som beskrevs av André Joseph Guillaume Henri Kostermans. Cinnamomum reticulifolium ingår i släktet Cinnamomum och familjen lagerväxter. Inga underarter finns listade i Catalogue of Life.